# Сильвестр Кізима
Сильве́стр Кізи́ма (інколи Кизи́ма; хресне ім'я Симео́н; 11 вересня 1862, Бережани — 13 жовтня 1906, Ганнівці) — український церковний діяч, греко-католицький священник, василіянин, душпастир у Галичині та в Бразилії; перший василіянин у Бразилії (1897–1902). Від 1903 року — священник Львівської архиєпархії УГКЦ.

## Життєпис
Народився 11 вересня 1862 року в м. Бережани на Тернопільщині в сім'ї Павла Кізими. 20 серпня 1883 року вступив до Василіянського Чину на новіціат у Добромильський монастир. 6 квітня 1885 року склав перші обіти, а 1 січня 1889 року — вічні обіти. Навчався у василіянських студійних монастирях (богослов'я — у монастирі св. Юрія в Кристинополі). 26 вересня 1890 року отримав священничі свячення. Після висвячення працював у василіянських монастирях у Кристинополі, Львові та Бучачі.

### Місійна праця в Бразилії
11 травня 1897 року виїхав зі Львова на місійну працю серед українських емігрантів у Бразилії і 21 червня прибув до м. Куритиба до місцевого єпископа Жозе де Баррос Камарґо для отримання дозволу на душпастирювання. Найпершою трудністю було переконати єпископа, що українцям потрібен свій священник, адже польське духовенство, яке прибуло до Бразилії скоріше, переконувало, що українцям не потрібні їхні душпастирі, бо вони розуміють польську мову і польські священники цілком можуть задовольнити їхні духовні потреби. Врешті-решт завдяки втручанню апостольського нунція в Ріо-де-Жанейро о. Кізима отримав дозвіл для праці серед своїх земляків. 6 липня 1897 року прибув до м. Прудентополіс, де розпочав організовувати парафію. Упродовж року побудував п'ять церков у селах довкола Прудентополіса. За стараннями о. Кізими в Прудентополісі та двох ближчих поселеннях Нова Галичина та Вісенте Машадо були засновані перші українські школи. 5 серпня 1902 року після п'яти років важкої місіонерської праці о. Сильвестр Кізима виїхав до Галичини.
У Центральному державному історичному архіві України у Львові та в архіві Малопольської провінції єзуїтів зберігаються листи о. Сильвестра Кізими до настоятелів і церковної ієрархії, де описані перші кроки його місійної праці в Бразилії. Деякі з цих листів були опубліковані в тогочасних випусках часописів «Душпастир» та «Місіонар».
Переклав з польської книжку о. Фелікса Цозеля, ТІ «Яка повинна бути сповідь і як до неї приготовитися?» (2-ге вид., Жовква 1912).

### Останні роки життя
5 січня 1903 року призначений ігуменом Підгорецького монастиря. Того ж 1903 року виступив з Василіянського Чину і став єпархіальним священником. У 1903–1904 роках був адміністратором парафії в с. Спас Рожнятівського деканату, а в 1904–1905 роках— адміністратором парафії в с. Куропатники Бережанського деканату. У 1905 році призначений парохом парафії св. Михаїла в с. Ганнівці Галицького деканату, де помер 13 жовтня 1906 року.

## Зауваги
1. ↑  У радянський період частина села Ганнівці (т. зв. Ганнівці лівобережні) була виділена в окремий населений пункт село Придністров'я. Саме там зараз знаходиться церква св. Михаїла в якій був парохом о. Кізима.